# Pedro Lago
Pedro Francisco Rodrigues do Lago, mais conhecido como Pedro Lago (Santo Amaro, 16 de abril de 1870 — 3 de março de 1958) foi um advogado, jornalista e político brasileiro.

## Biografia
Foi senador pela Bahia de 1923 a 1930, além de deputado estadual em 1893 e deputado federal de 1906 a 1923 e de 1935 a 1937. Eleito Governador do Estado da Bahia em 1930, não sendo empossado pela eclosão da Revolução da Aliança Liberal liderada por Getúlio Vargas naquele ano. Partindo então para o exílio na Europa, do qual retornou em 1935 para participar das eleições parlamentares que ocorreram naquele ano, sendo o Deputado Federal mais votado do Estado da Bahia.